# The State (álbum)
The State lanzado en 1998 y relanzado en el 2000, es el segundo álbum publicado por la banda canadiense de rock Nickelback. "Leader of Men" fue el sencillo encargado de presentar este álbum y "Breathe" era el siguiente sencillo, seguido por "Old Enough" y "Worthy to Say". 
Fue publicado en 1998 en Canadá con una cubierta azul , grabada con una compañía independiente. 

## Lista de canciones
Todas las canciones fueron escritas y compuestas por Chad Kroeger y Nickelback.
1. «Breathe» – 3:58
2. «Cowboy Hat» – 3:56
3. «Leader of Men» – 3:30
4. «Old Enough» – 2:45
5. «Worthy to Say» – 4:06
6. «Diggin' This» – 3:01
7. «Deep» – 2:48
8. «One Last Run» – 3:30
9. «Not Leavin' Yet» – 3:45
10. «Hold Out Your Hand» – 4:08
11. «Leader of Men» (Acústica) – 3:23

## Sencillos
- «Leader of Men»
- «Old Enough»
- «Breathe»
- «Worthy to Say»

## Certificaciones
- USA: 1.000.000 copias (Platino)
- Canadá: 100.000 copias (Platino)
- Ventas Mundiales: 1.100.000 copias

- Datos: Q946611